# 水を抱く女
『水を抱く女』（みずをだくおんな、Undine）は2020年のドイツ・フランスの恋愛ファンタジー映画。
監督・脚本はクリスティアン・ペツォールト、出演はパウラ・ベーアとフランツ・ロゴフスキなど。
「愛する男に裏切られたとき、その男を殺して水に戻る」という宿命を背負った水の精ウンディーネの神話をモチーフに、現代のドイツ・ベルリンで、運命から逃れようとする女性を描いている。ウンディーネの神話をもとにした過去の作品のほとんどが男性目線で描かれているのに対し、本作は女性目線で描かれている。
2020年2月から3月にかけて開催された第70回ベルリン国際映画祭のコンペティション部門に出品され、パウラ・ベーアが銀熊賞（女優賞）、クリスティアン・ペツォールトが国際映画批評家連盟賞を受賞した。
ペツォールト監督の2018年の映画『未来を乗り換えた男』でも共演したベーアとロゴフスキが再びタッグを組んだ作品である。

## ストーリー
恋人ヨハネスに別れを告げられた傷心のウンディーネは、カフェの水槽が割れる事故をきっかけに潜水作業員のクリストフと恋に落ち、2人は幸せな日々を過ごすようになる。そんなある日、ウンディーネがクリストフと交際していることを知ったヨハネスから復縁を迫られたウンディーネは彼からの申し出を無視する。ところがその夜、クリストフからヨハネスとの関係を疑う電話がかかってくる。一方的に切られた電話にウンディーネは折り返すが、クリストフは電話に出ない。翌日、クリストフの作業現場を訪れたウンディーネは、クリストフが潜水作業中の事故で病院に担ぎ込まれたことを知らされる。病院に駆けつけたウンディーネは、クリストフが脳死状態にあること、そして前夜の電話の時点では既に脳死判定されており、電話をかけられる状態ではなかったことを知る。
打ちのめされたウンディーネはヨハネスの自宅を訪ねる。ところが彼はウンディーネを捨てるきっかけとなった女性ノラと今も仲睦まじく暮らしていた。ウンディーネはヨハネスをプールで溺死させると、沼に入っていき、泡となって消える。その瞬間、クリストフは目覚める。そしてウンディーネに何かあったことを察したクリストフはウンディーネを必死に捜すが、誰も彼女の行方を知らない。
それから2年後、クリストフは潜水仲間のモニカと暮らし、彼女はクリストフの子を妊娠していた。ある日、クリストフはウンディーネとの思い出の場所であり、脳死に至る事故を経験した沼での潜水作業を請け負うことになる。水中での作業中にクリストフはウンディーネの姿を目にする。陸に上がったクリストフは録画を確認するが、そこにウンディーネの姿は映っていなかった。その夜、モニカとのベッドから抜け出したクリストフは沼にやってくると、ウンディーネの名を叫ぶ。そこにモニカが現れ、クリストフを呼び止める。しかし彼はそれを無視して沼に入ると、そこでウンディーネに再会する。深く傷ついたモニカだったが、そこにクリストフが現れる。その手には彼がかつてウンディーネに贈った潜水夫の人形が握られていた。

## キャスト
- ウンディーネ: パウラ・ベーア - ベルリンの都市開発を研究する歴史家。
- クリストフ: フランツ・ロゴフスキ - 潜水作業員。
- モニカ: マリアム・ザリー（ドイツ語版） - クリストフの仕事仲間。
- ヨハネス: ヤコブ・マッチェンツ - ウンディーネに別れを告げた恋人。
- アンナ: アネ・ラテ＝ポレ（ドイツ語版） - ウンディーネが働く博物館の同僚。
- ヨッヒェン: ラファエル・シュタホヴィアク（ドイツ語版） - クリストフの仕事仲間。
- ノラ: ユリア・フランツ・リヒター（ドイツ語版） - ヨハネスの新しい恋人。
- アントニア: グロリア・エンドレス・デ・オリベイラ（ドイツ語版） - ウンディーネの部屋に越してきた外国人女性。

## 製作
かねてよりウンディーネ神話を何らかの形で映画化したいと考えていたクリスティアン・ペツォールト監督は、2018年の映画『未来を乗り換えた男』の撮影が終わりに近づいた頃に、まだ構想の段階だったにもかかわらず、撮影が終わる寂しさからくるメランコリックな気持ちから、同作に主演したパウラ・ベーアとフランツ・ロゴフスキの2人に、つい弾みで本作への出演をオファーしてしまい、それをきっかけに撮影終了後に本作の脚本を執筆した。

## 作品の評価
Rotten Tomatoesによれば、133件の評論のうち高評価は89%にあたる118件で、平均点は10点満点中7.3点、批評家の一致した見解は「『水を抱く女』は民間伝承にもとづいたダークファンタジーで、そのわかりにくいストーリーテリングは物語の核となる魅惑的なロマンスによって補われることが多い。」となっている。
Metacriticによれば、32件の評論のうち、高評価は28件、賛否混在は4件、低評価はなく、平均点は100点満点中75点となっている。